# Тімоті Кітум
Тімоті Кітум  (англ. Timothy Kitum, 20 листопада 1994) — кенійський легкоатлет, олімпійський медаліст.

## Виступи на Олімпіадах
| Олімпіада   | Дисципліна        | Місце |
| ----------- | ----------------- | ----- |
| Лондон 2012 | біг на 800 метрів | 3     |

## Зовнішні посилання
- Досьє на sport.references.com [Архівовано 3 грудня 2016 у Wayback Machine.]